# Палм-Бич (Флорида)
Палм-Бич (англ. Palm Beach, читается: Пам-Бич) — современный курортный город в американском штате Флорида.
Население Палм-Бич составляет порядка 10 000 человек, но во время высокого сезона число проживающих в этом городке доходит до 30 тысяч.

## Название
Название «Палм-бич», по одной из версий, связано с кораблекрушением. Корабль Providencia плыл из Гаваны. Судно перевозило кокосы, которые вырастили на карибском острове Тринидад. Произошла авария, поэтому кокосы выпали на берег Палм-бич. Из-за этой аварии здесь выросло множество пальм, поэтому город и назван Палм-бич. В данный момент на берегу растут самые высокие кокосовые пальмы США.

## География
Город расположен на восточном побережье полуострова и штата Флорида, в округе Палм-Бич, в 104 км к северу от Майами, с запада омывается водами озера Уорс.

## Климат
Согласно классификации климата Кёппена, климат Палм-бич — это тропический саванный климат. Для климата города характерны влажное жаркое лето и теплая сухая зима.

## Демография
Согласно переписи 2000 года, 96 % населения — европеоиды (93.8 % — нелатиноамериканского происхождения), 2,57 % — негроиды, 0,53 % — монголоиды, 0,04 % — коренные жители, 0,02 % — с островов Тихого океана, 0,21 % относятся к другим расам; 0,63 % — люди смешанных рас. 2,56 % людей — латиноамериканского или испанского происхождения.
Более половины населения (52,7 %) — люди 65 лет и старше. 9,4 % населения младше 18; 1,5 % — люди от 18 до 24, 11,5 % — от 25 до 44,25 % — от 45 до 64 лет. На 100 женщин приходится 79,3 мужчины (если учитывать только людей старше 18 лет, на 100 женщин приходится 77 мужчин).